# Szent László Társulat
A Szent László Társulat hitbuzgalmi egyesület.

## Története
Létrejöttét Danielik János egri kanonok már 1858-ban kezdeményezte, ám megalapítására csak 1861. május 5-én került sor Pesten, gróf Károlyi István, a Szent István Társulat elnöke révén. Az egyesület célja hazánk és annak keleti határain lakó szegény, de különösen magyar katolikusoknak lelki szükségleteiről való gondoskodás, az által, hogy számukra iskolákat és templomokat épít, a meglevőket fenntartja, számunkra magyar papokat és tanítókat tart, hogy így véreinket a katolikus hitnek és a magyarságnak megtartsa.
IX. Piusz pápa 1863. március 13-án brevével ismerte el, és június 27-re és november 19-re tagjai számára teljes búcsút engedélyezett. Első elnöke Lonovics József csanádi püspök, később kalocsai érsek volt. Moldvában és Romániában lakó véreink, kivált a csángó magyarok alkották a társulat gondoskodásának első tárgyát. 1864-ben már 27 000 tagja volt. 1869-ben létrehozta a Csángó Bizottságot, 1870 után pedig a pápa, valamint a 19. század végén a hazai katolikus intézmények segélyezését is ellátta. 1880 után azon munkálkodott, hogy a kivándorlás után a távozók magyar nemzeti és katolikus tudatát életben tartsa. 
A társulat tagjai a 19. század végén egy évre 72 korona tagsági díjat fizettek. Amikor 1916 augusztusában az erdélyi románok betörtek, az iskolákat bezárták, javaikat elkobozták, tanítóikat kiutasították illetve internálták, 1919-ben ugyanez megismétlődött a Romániához csatolt Bukovinában és Erdélyben. 1933-ban Shvoy Lajos székesfehérvári megyés püspök, a társulat elnöke az újjáéledés programját hirdette meg. 1938-tól a társulat tevékenységi köre a következőre terjedt ki: a Magyarországon kívüli katolikus magyarok gondozása, vallási életük és anyanyelvük megtartásának istápolása papok küldésével, folyóiratokkal, valamint vallási és szociális intézmények szervezése által. 
A II. világháborút követő években a társulat működése fokozatosan ellehetetlenült. Az 1950. december 12-én megtartott évi közgyűlése kimondotta az önfeloszlatást. − A társulat 1995. január 21-jétől újjáalakult.